# Metopius semotus
Metopius semotus är en stekelart som beskrevs av Valentina I. Tolkanitz 1992. Metopius semotus ingår i släktet Metopius och familjen brokparasitsteklar. Inga underarter finns listade i Catalogue of Life.